# お色気SL大暴走! アメリカ横断ウルトラハイホー
『お色気SL大暴走! アメリカ横断ウルトラハイホー』（おいろけエスエルだいぼうそう! アメリカおうだんウルトラハイホー、原題：Chattanooga Choo Choo）は、1984年製作のアメリカ合衆国のコメディ映画。日本では劇場未公開。102分、カラー。
原題の読みはチャタヌーガ・チュー・チュー。チャタヌーガとはテネシー州の都市名で、チュー・チューは日本語では「（汽車）ポッポ」といった意味の擬音である。1940年代に流行したグレン・ミラー楽団のヒット曲（「チャタヌーガ・チュー・チュー」）から採られたタイトルである。

## あらすじ
フットボールチームのオーナー、バートは、100万ドルを相続する権利を得た。しかしニューヨークからテネシー州チャタヌーガまで24時間で列車で移動することができないと、権利は無効になる。バートはガールフレンドとフットボールチームを列車に乗せ勇躍出発するが、行く先々で珍騒動が巻き起こる。

## スタッフ
- 監督：ブルース・ビルソン
- 製作総指揮：フィル・ボラック、ジョージ・エドワーズ、ジル・グリフィス
- 脚本：ロバート・マンディ、スティーヴン・フィリップ・スミス
- 音楽：ネルソン・リドル

## キャスト
- ジョージ・ケネディ：バート
- メリッサ・スー・アンダーソン：ジェニー
- ジョー・ネイマス：ニュートン
- バーバラ・イーデン：マギー・ジョーンズ
- ブリジット・ハンレイ：エステル
- クリストファー・マクドナルド：ポール
- クルー・ギャラガー：サム
- ジェームズ・ホーラン：メイソン
- デイヴィス・ロバーツ：ウッドロー